# شمس‌العماره

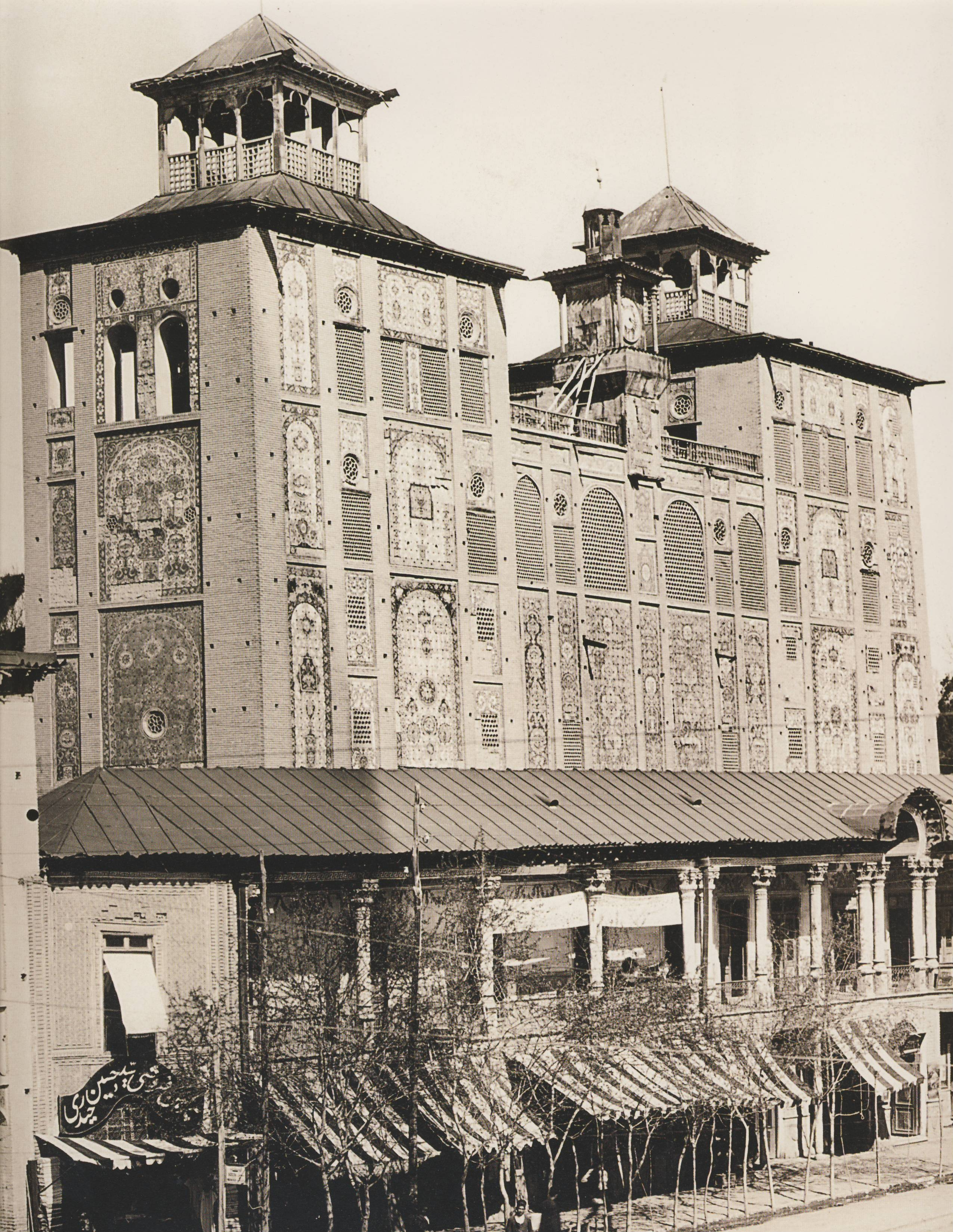
نمایی قدیمی از شمس‌العماره از خیابان ناصرخسرو

شَمسُ العِماره یکی از بناهای تاریخی تهران، مربوط به دورهٔ قاجار و از شاخص‌ترین بناهای کاخ گلستان و برجسته‌ترین ساختمان ضلع شرقی مجموعه کاخ گلستان است. که کار ساخت آن از سال ۱۲۴۴ تا ۱۲۴۶ خورشیدی به طول انجامید که تاریخ بنایش (۱۲۸۴ قمری) را بحساب جمل «کاخ شاهنشاه» می‌نامند. دلیل برجسته بودن این سازه، بلندی، تزیینات و طراحی آن است.
شمس‌العماره دارای پنج طبقه و ۳۵ متر ارتفاع است که در زمان ساخت بلندترین ساختمان آن دوره در تهران بوده است و اولین ساختمانی بود که از فلز در سازهٔ آن استفاده کرده‌اند. کلیهٔ ستون‌های طبقات بالا و حفاظ‌ها چدنی هستند.
پیش از ساخته شدن سردر باغ ملی، این ساختمان به عنوان نماد شهر تهران شناخته می‌شد.

## تاریخچه
ناصرالدّین‌شاه، هشت سال پیش از سفر نخست خود و هیئت همراهش به اروپا، تمایل پیدا کرد بنایی بلندمرتبه مانند عمارت عالی‌قاپو اصفهان در پایتخت خود ایجاد کرده تا بتواند از بالای آن چشم‌انداز دارالخلافه و دورنمای باغ گلستان را با مهمانان تماشا کند. ساخت این ساختمان در سال ۱۲۴۴ ه‍.ش به دستور ناصرالدین شاه آغاز و پس از دو سال به مباشرت دوستعلی‌خان نظام‌الدوله به پایان رسید. طرح و نقشه معماری آن ظاهراً از معیرالممالک و استاد سازنده آن استاد علی محمد کاشی بود.

## درب شمس‌العماره یا درب هیئت وزرا
هیئت وزرا غالباً در عمارت بادگیر تشکیل می‌شد که اعضای آن نیز از این درب، یعنی درب شمس‌العماره، که درب به نسب بزرگی بود رفت‌وآمد می‌کردند و به درب هیئت وزرا مشهور شده بود و اتومبیل رئیس‌الوزرا که تنها اتومبیل آن هیئت و ماشین کالسکه‌ای هفت نفره سیاهی بود جلوی درب توقف می‌کرد.
لازم است ذکر شود درب شمس‌العماره یا هیئت وزرا تنها سردر قاجاری باقی مانده از کاخ گلستان است.

## سبک
ساختمان دو برج هم شکل دارد، کاشی‌کاری و پنجره سازه‌ای آن ایرانی است و بهره‌ای هم از معماری غربی دارد.

سراسر نمایی از عمارت شمس‌العماره در کاخ گلستان

## فضاها
طبقه اول شامل ایوان و تالار شاه‌نشین است که دارای آینه‌کاری ممتاز و کم‌نظیری است و اتاق‌های گوشواره که در دو طرف شاه‌نشین واقع شده‌اند دارای تزئینات درخور توجهی هستند. در سایر طبقات هم اتاق‌های کوچک با تزئینات مشبک، نقاشی، آینه‌کاری وجود دارند.

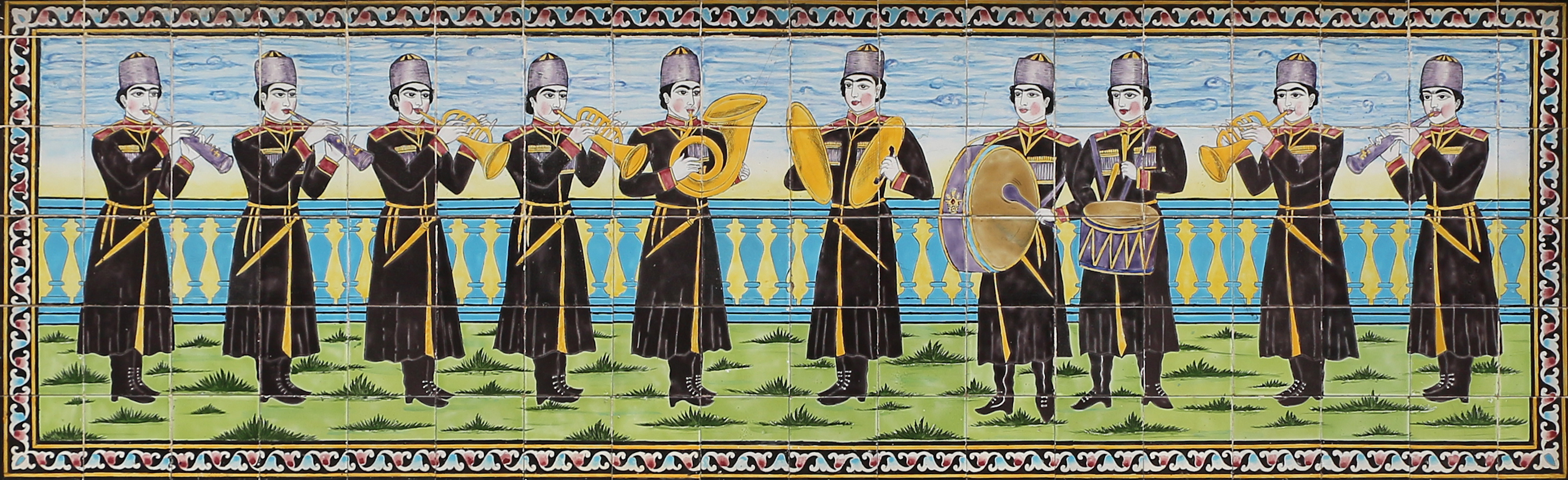
نگاره‌ای از کاشی‌کاری‌های زیر ایوان اصلی ساختمان شَمس‌اُلعِماره. کاشی‌ها اجرایی از گروه ارکستر نظامی بریگارد قزاق را به‌تصویر کشیده‌اند.

## تزئینات
کف شاه‌نشین و نمای بنا با کاشی‌کاری هفت‌رنگ به سبک قاجاری تزئین شده‌اند. این کاشی‌کاری‌ها نماها و تصاویری از طبیعت اروپا و معماری غربی را به نمایش می‌گذارند با این وجود سبک آنها ایرانی است.
ازاره‌های مرمرین این بنا با نقوش گیاهان و جانوران به صورت نقش‌برجسته تزئین شده‌اند و به نظر می‌رسد که ازاره‌ها به دوره‌های متفاوتی تعلق دارند.

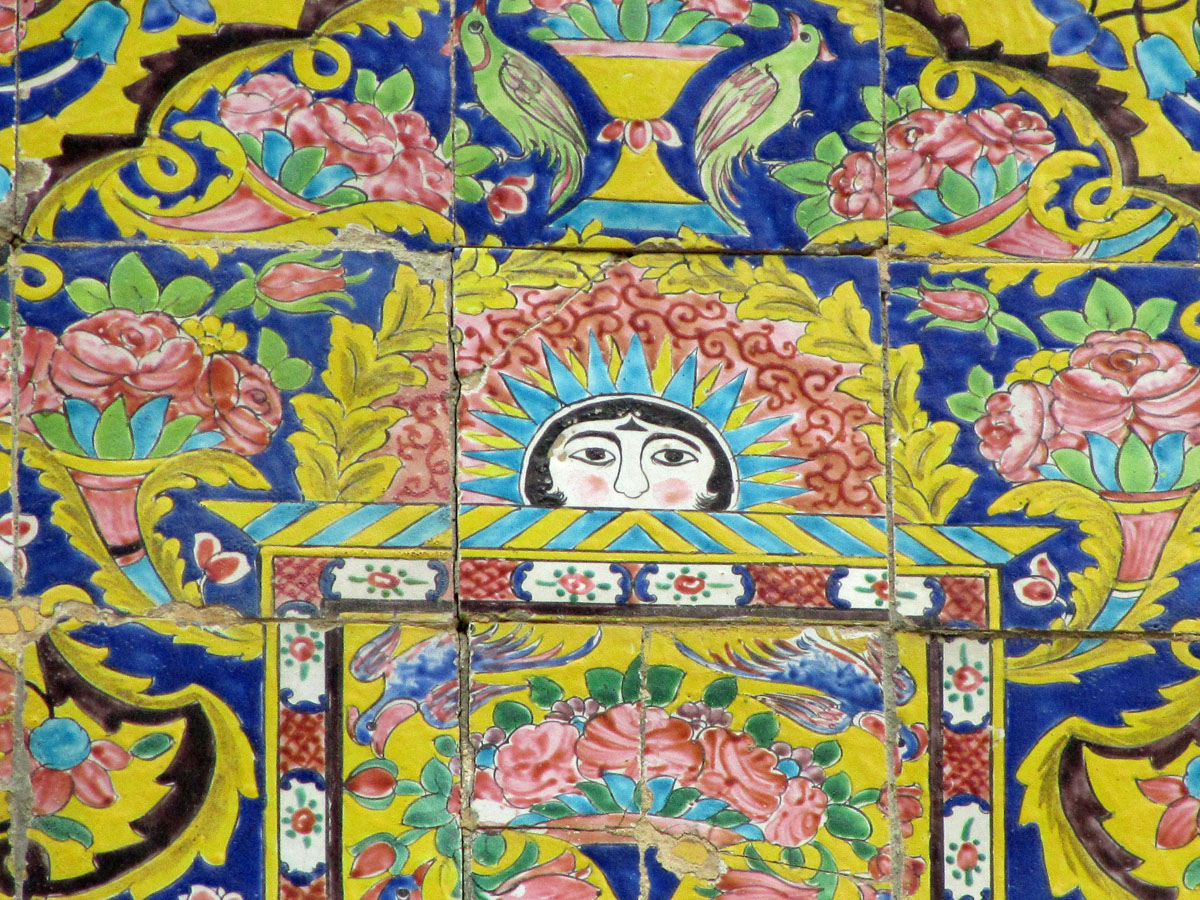
کاشی هفت‌رنگ در نمای شمس‌العماره
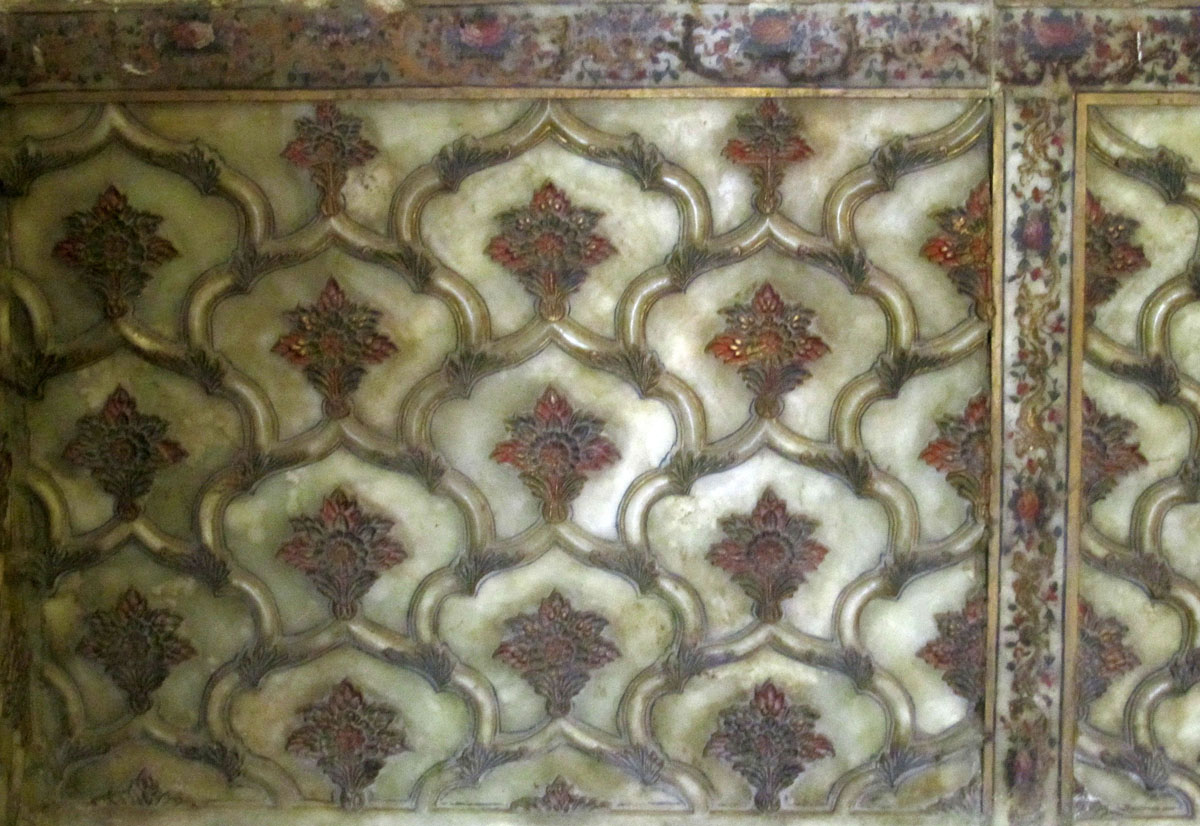
ازاره بخشی از طبقهٔ همکف شمس‌العماره
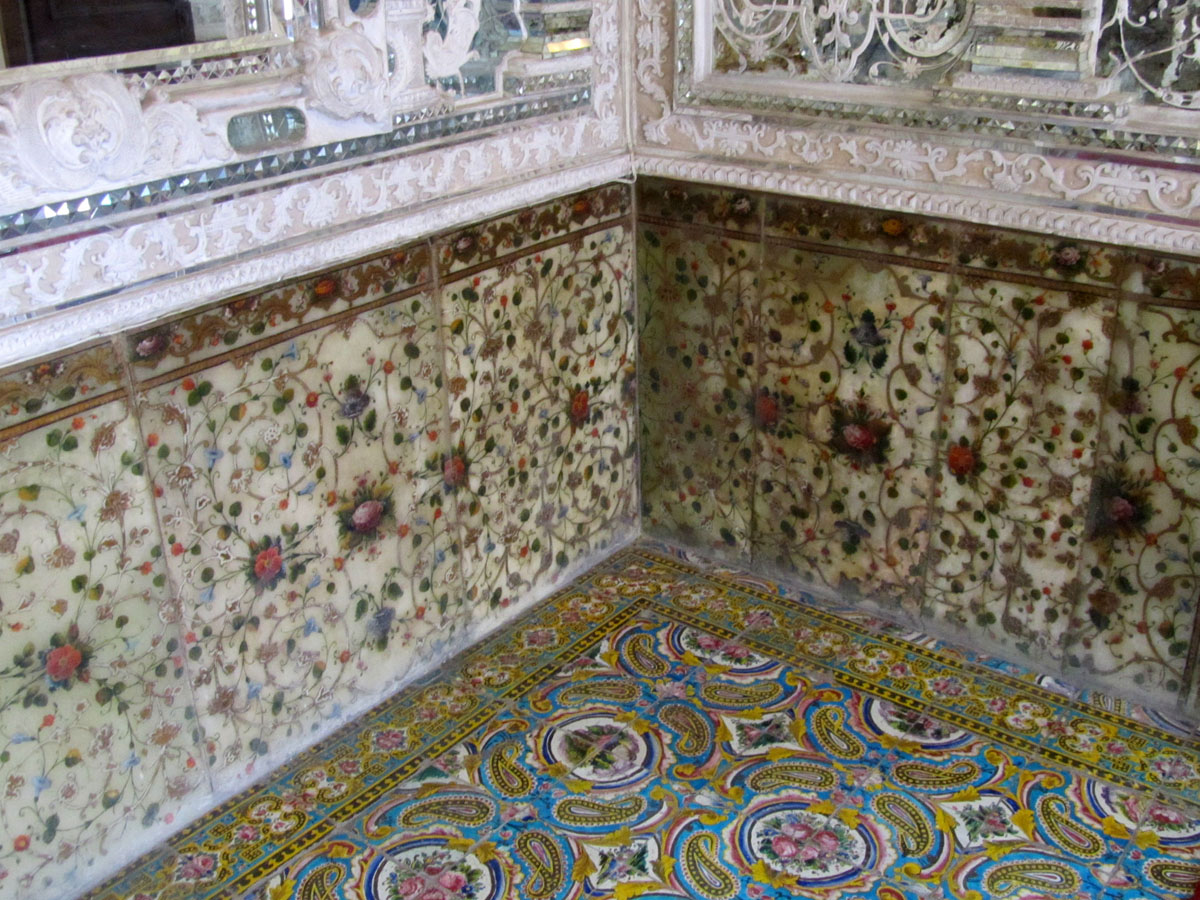
ازاره و کف بخشی از طبقهٔ همکف شمس‌العماره
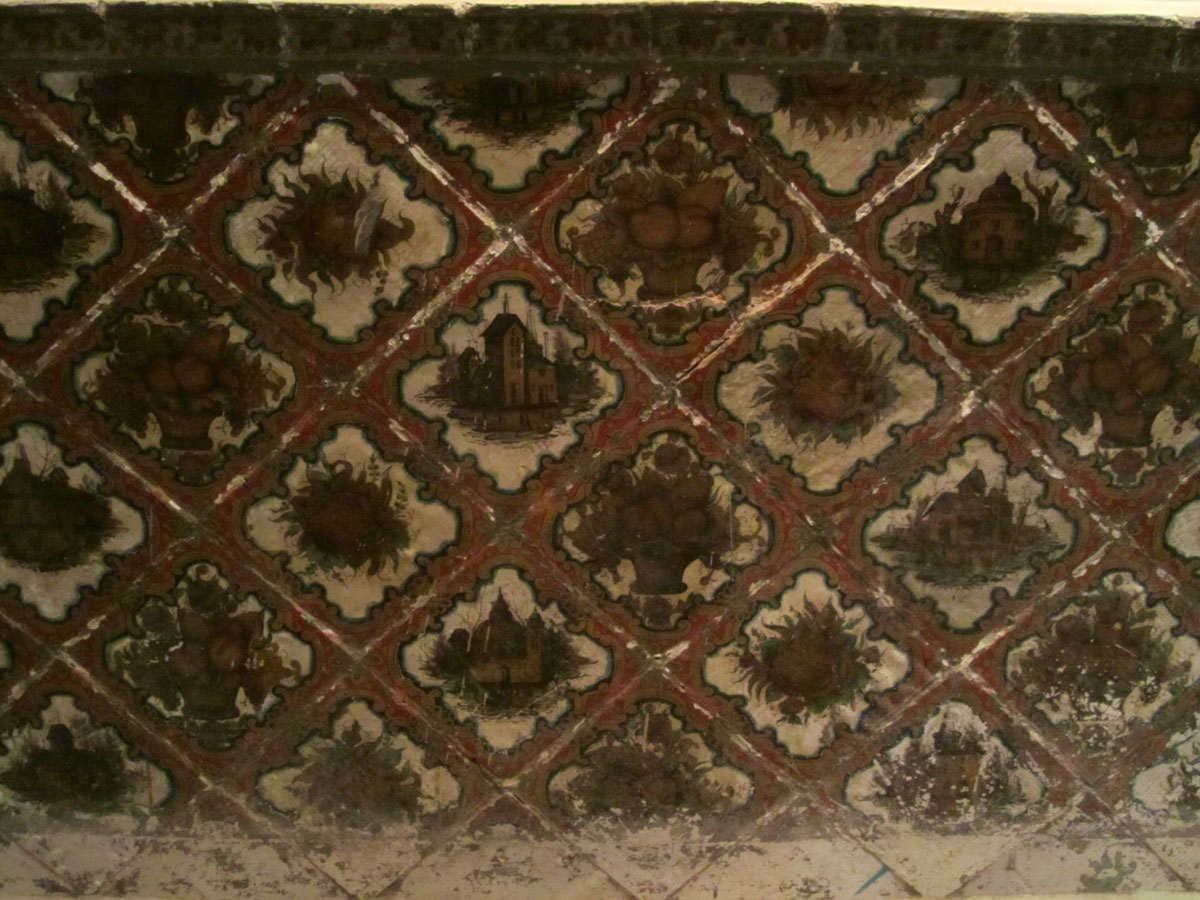
ازاره بخشی از طبقهٔ همکف شمس‌العماره
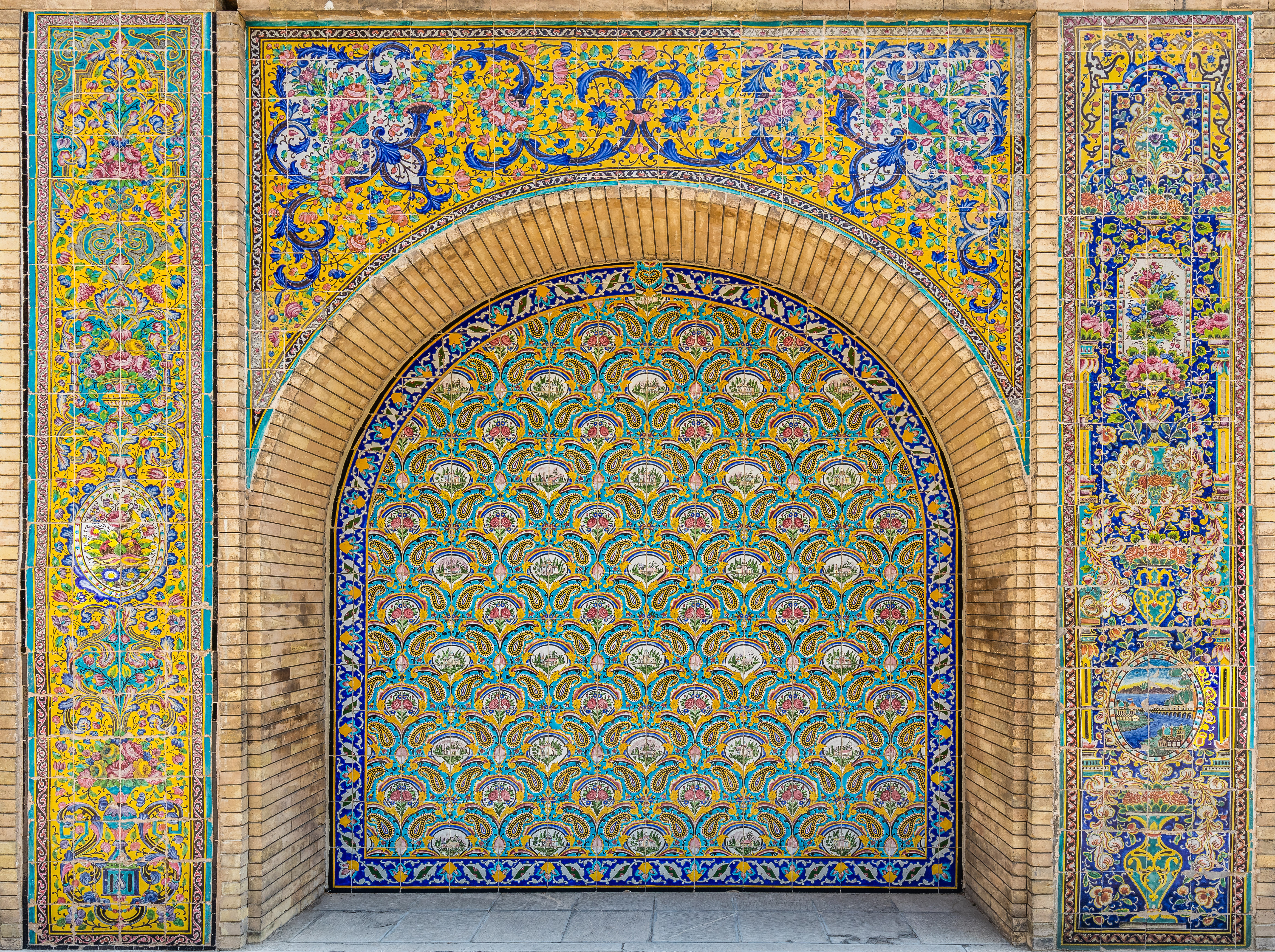
نگاره‌ای از کاشی‌کاری‌های دیوارهٔ عمارت شمس‌العماره در کاخ گلستان

## ساعت شمس‌العماره
ساعت پیشکشی ملکه ویکتوریا به کاخ ناصرالدین‌شاه بر بلندای کاخ شمس‌العماره نصب شد و آوای ناقوسش، همهٔ تهران کوچک آن زمان را از گذر زمان آگاه می‌کرد. اما بلند بودن صدای نواختن ساعت پس از چندی سبب شد که با گلایهٔ کاخ‌نشینان، به دستور شاه، صدای آن را کمتر کنند. این دستکاری باعث خاموش‌شدن ساعت گشت. خاموشی ساعت از ۱۳۰۴ تا ۱۳۸۹ ادامه یافت. پس از تعمیر از ۲۲ آبان ماه ۱۳۹۱ برای مدتی این خاموشی پایان گرفت ولی دوباره از مدار خارج شد؛ سرانجام روز ۲۳ فروردین ۱۴۰۰ پس از هجده ماه کار ناقوسش به صدا درآمد.
شایع هست که در گوشه ای از ساعت شمس العماره دو جغد لانه کرده بودند که کمتر دیده می‌شدند و هر زمان رویت می‌شدند شاه مملکت دار فانی را وداع می‌گفت

## مرمت
مرمت عمارت شمس‌العماره در سال ۱۳۷۶ به اتمام رسید و از سال ۱۳۷۸ برای بازدید عموم طبقهٔ همکف آن بازگشایی شد.

## در هنر عامه
عمارت شَمس اُلعِماره تاکنون چندین‌بار دست‌مایه شعر شده است. از معروف‌ترین آن‌ها می‌توان به شعر عامیانه «برفتم بر در شمس‌العماره/ همون جایی که دلبر خونه داره» اشاره کرد.

## نگارخانه

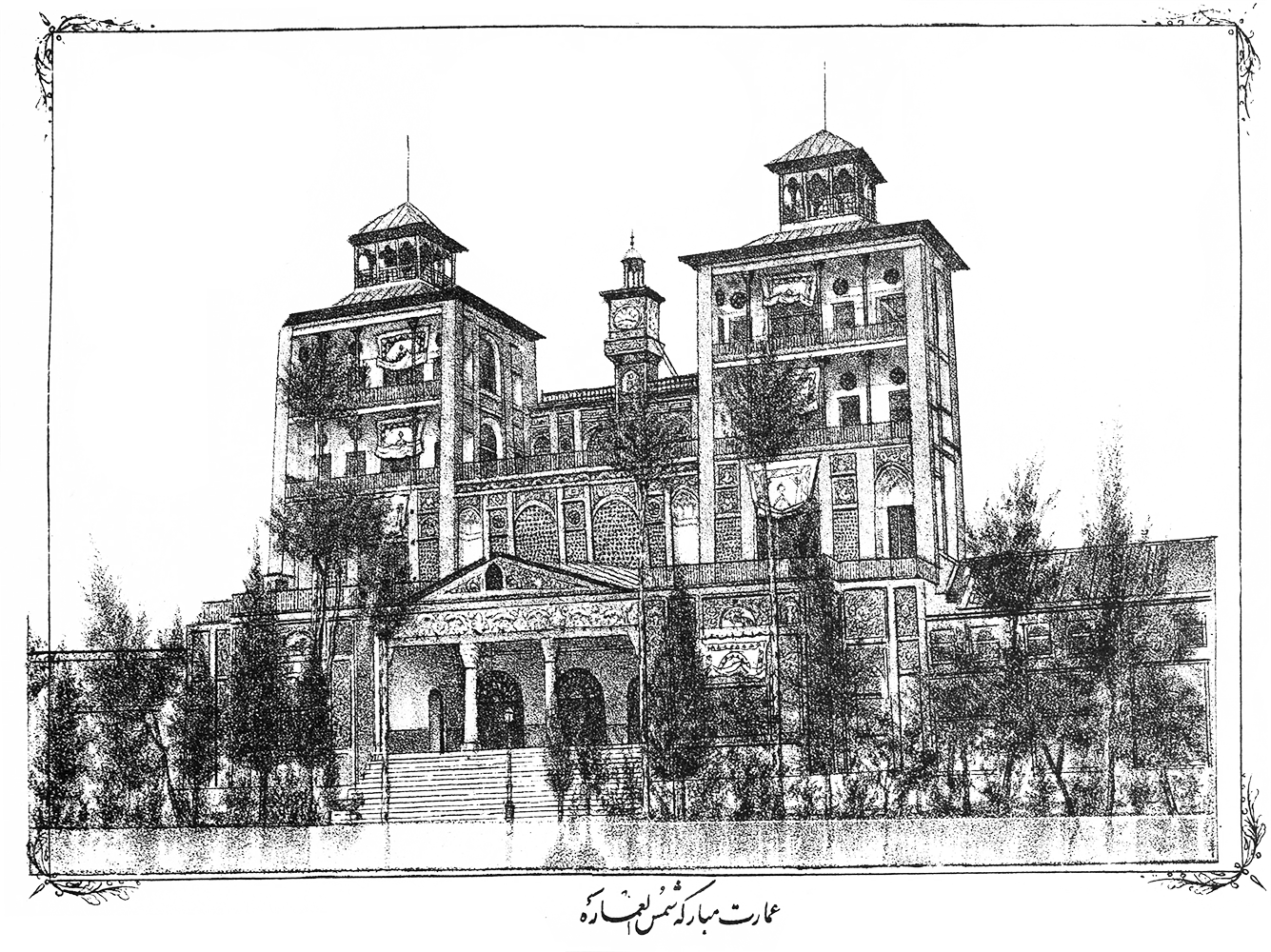
«عمارت مبارکه شمس‌العماره» اثر ابوتراب غفاری در سال ۱۳۰۲ قمری
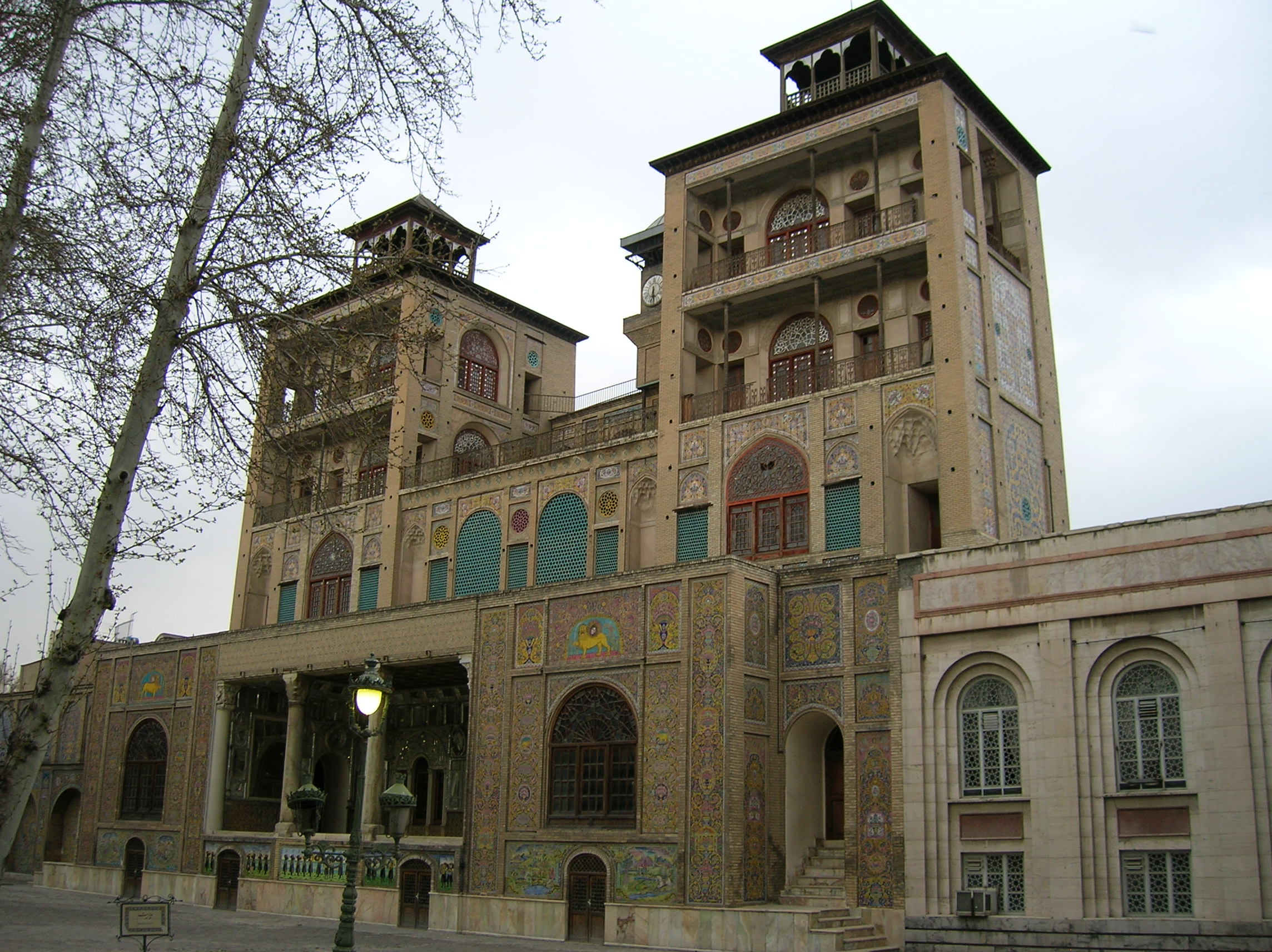
منظره شمس‌العماره از درون محوطه کاخ گلستان (۶ فروردین ۱۳۸۶)
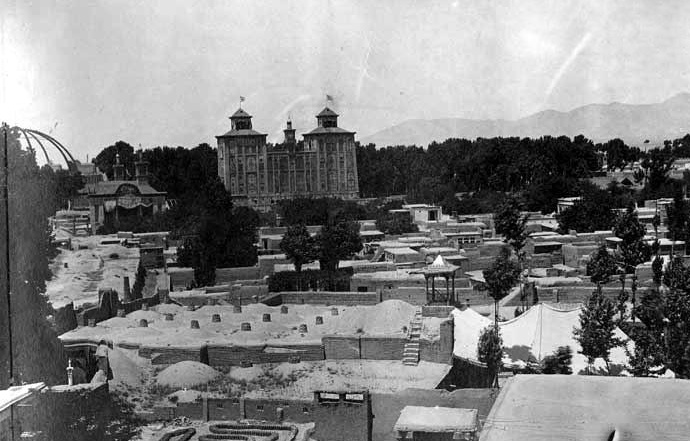
نمایی از تهران و بنای شمس‌العماره در دوران ناصری
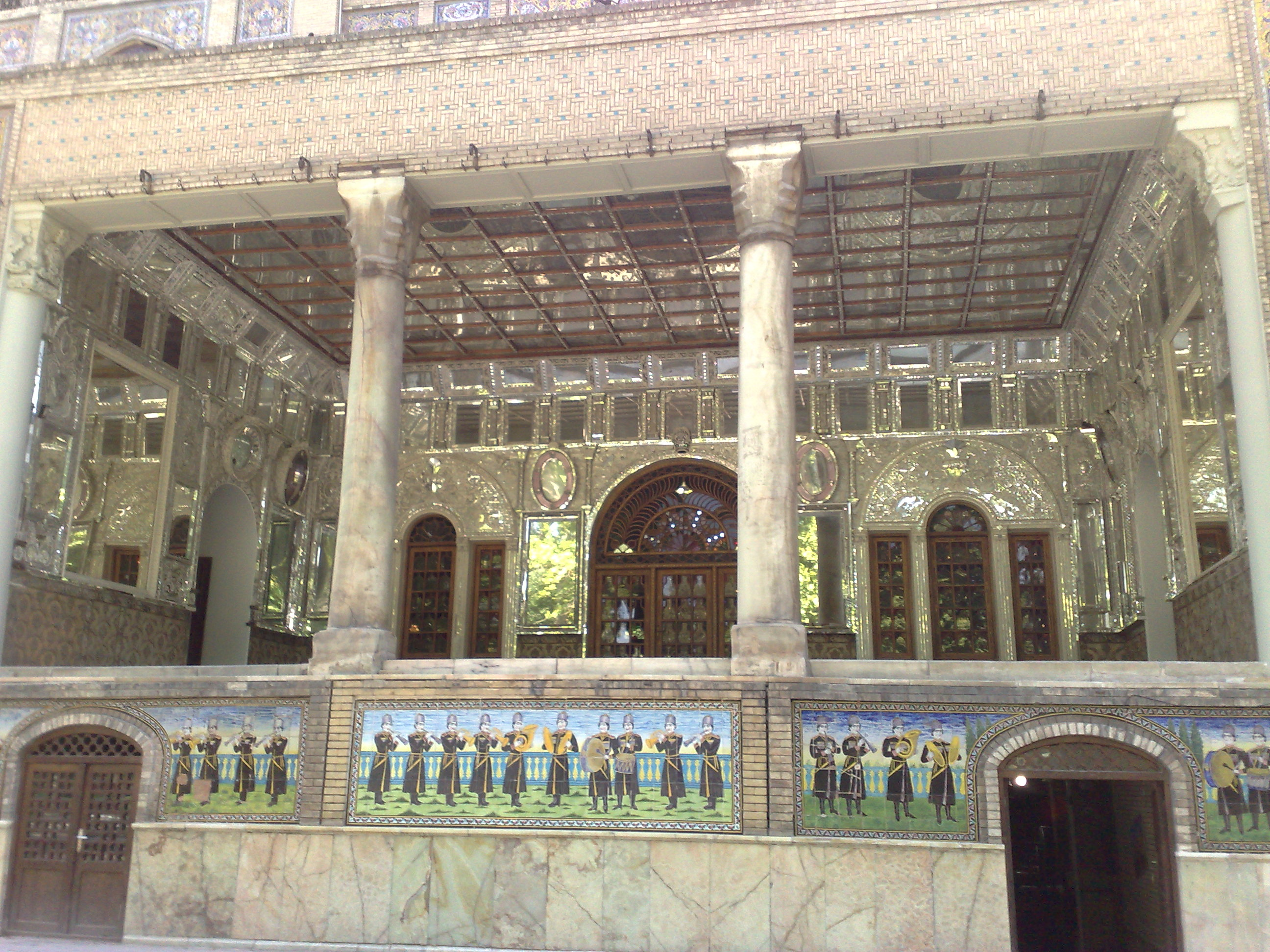
ایوان شمس‌العماره
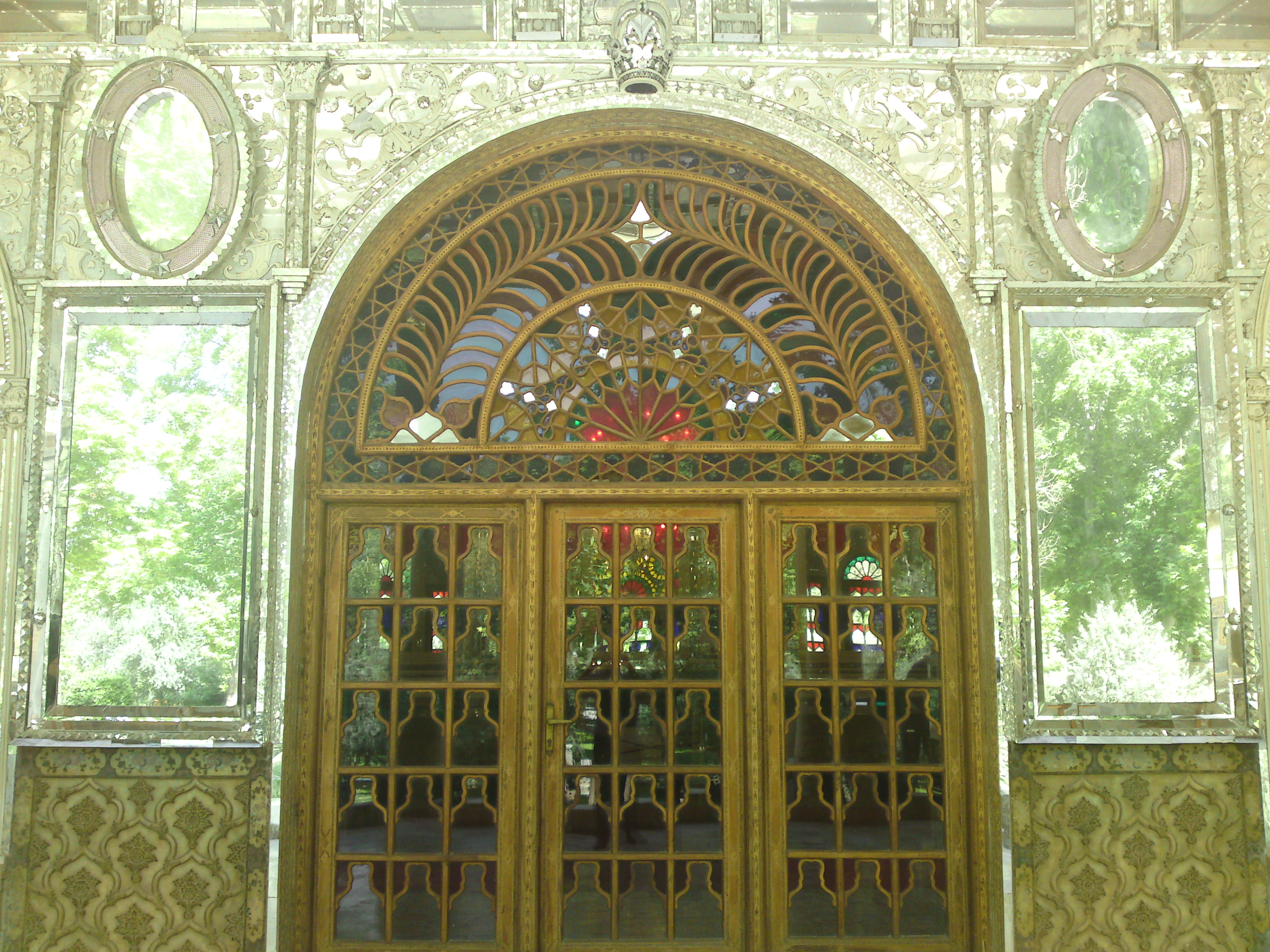
پنجره‌های کاخ شمس‌العماره
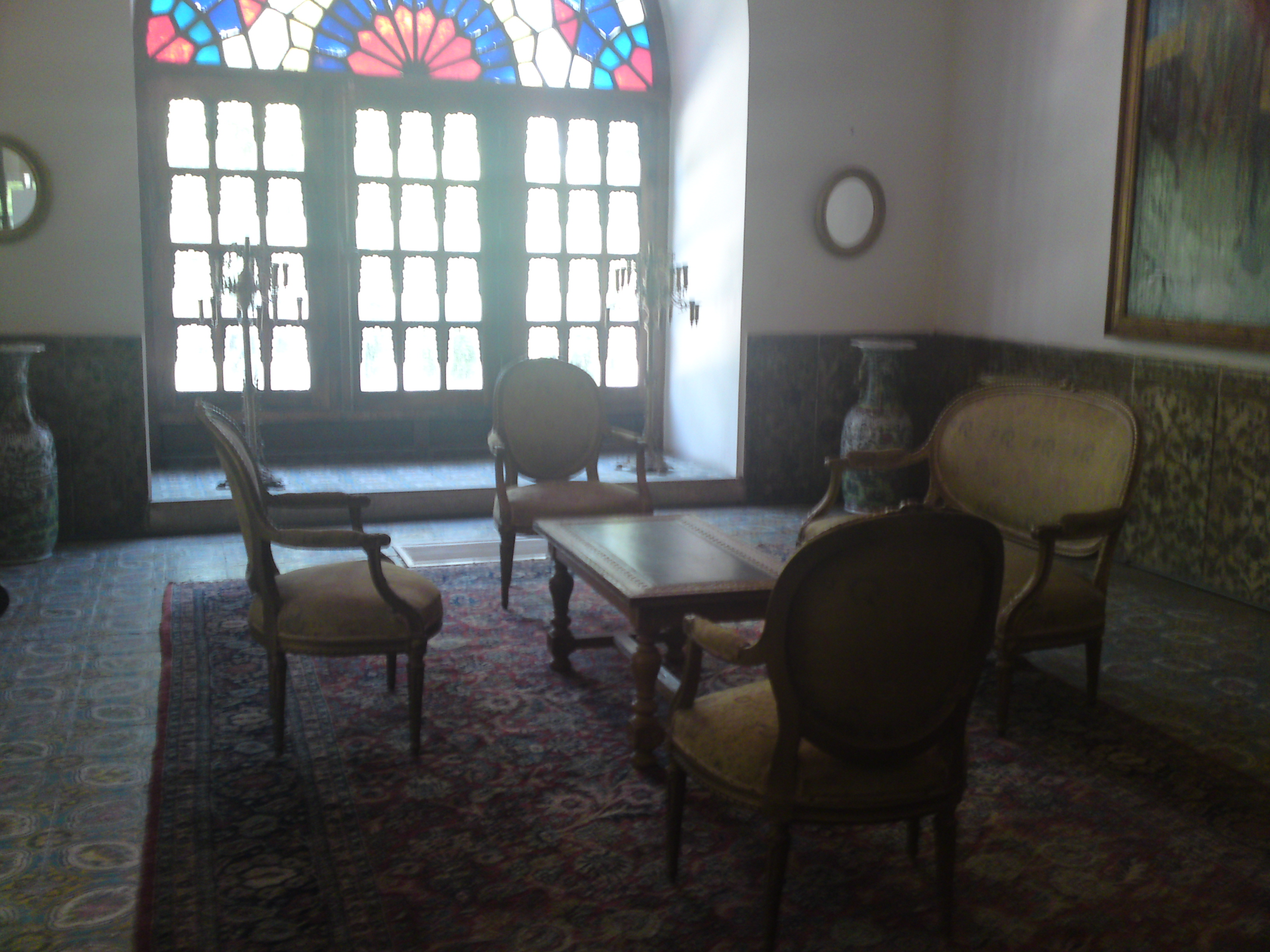
یکی از اتاق‌های شمس‌العماره
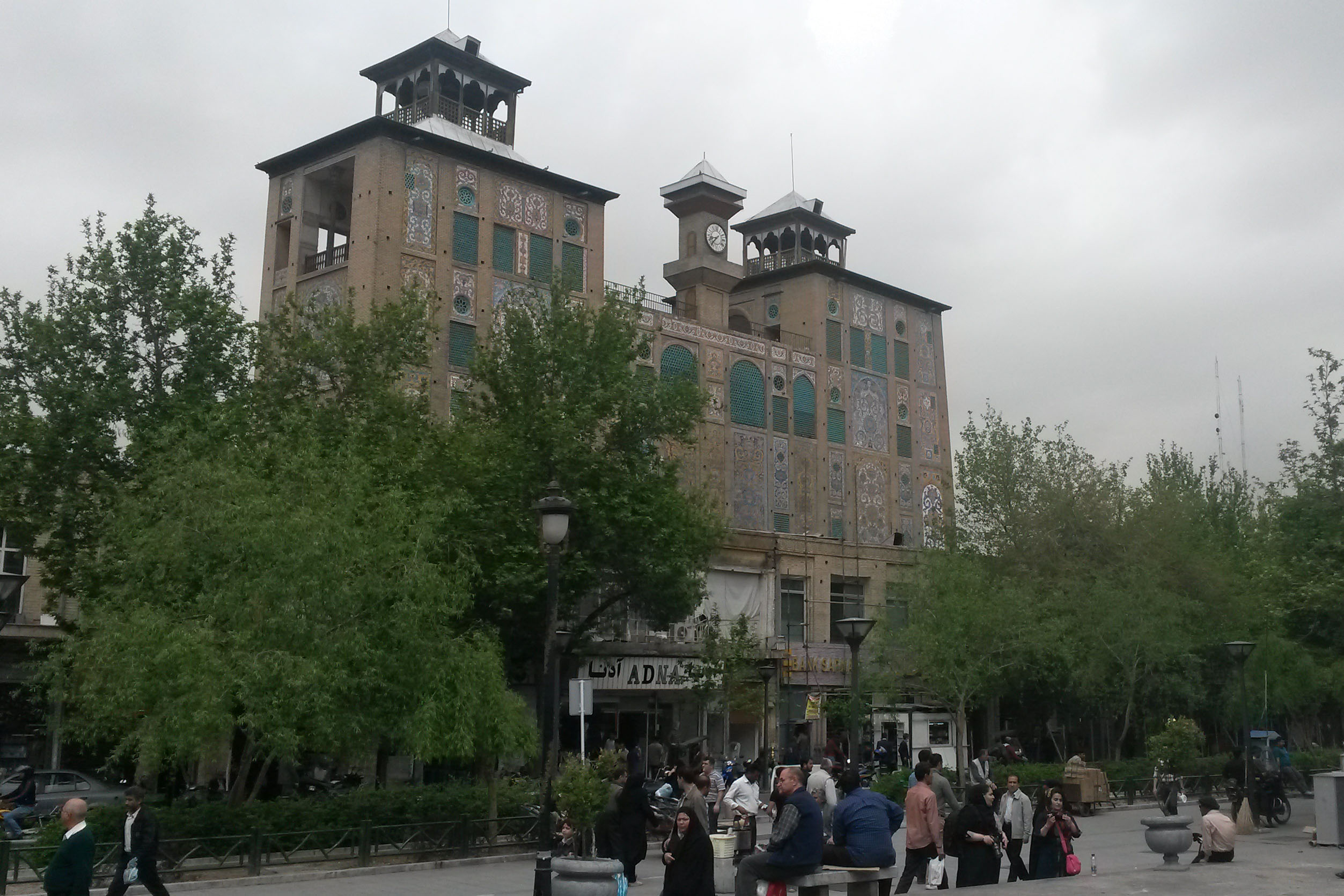
نمای شمس‌العماره از خیابان ناصرخسرو
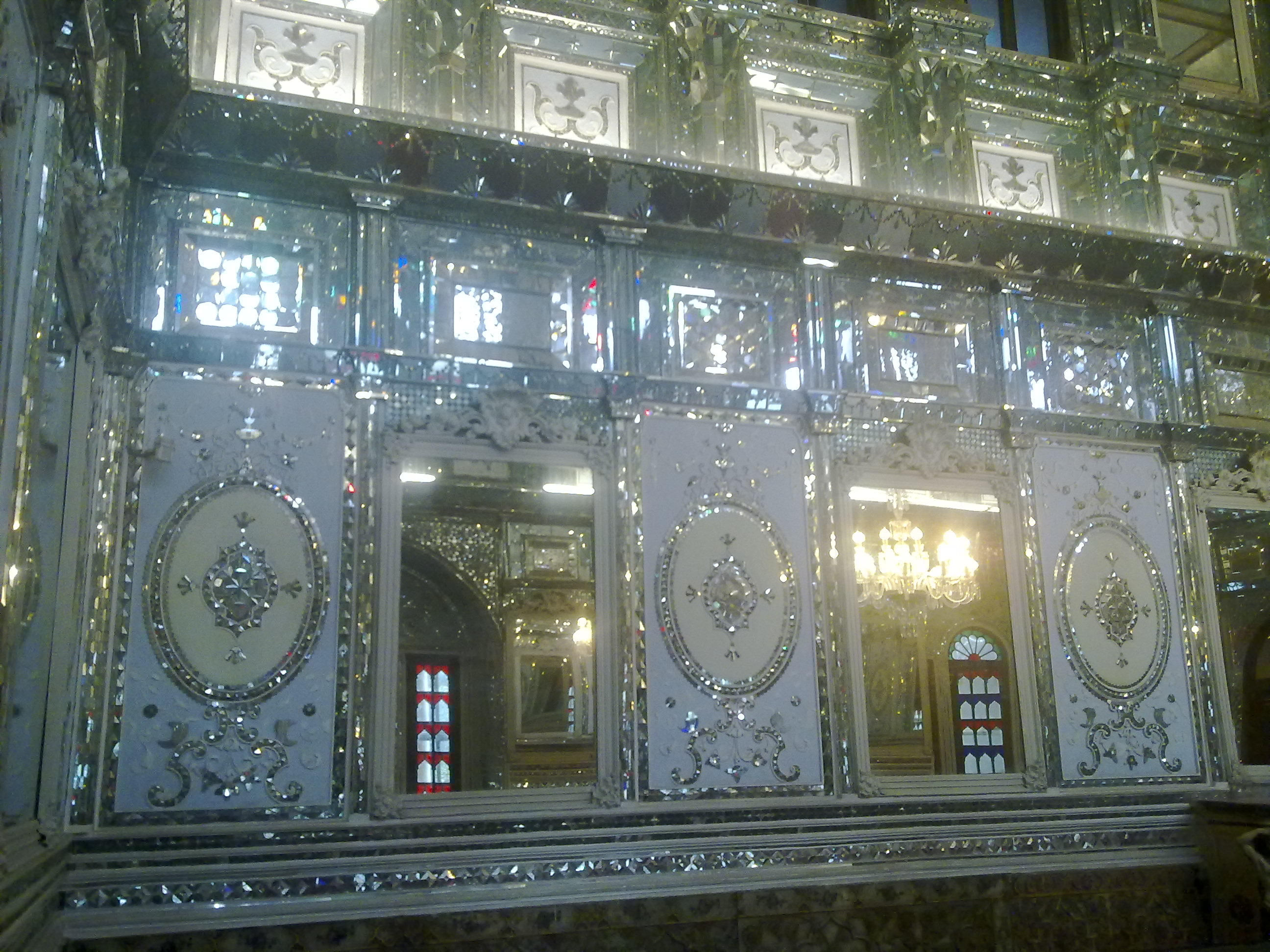
نمایی از آینه کاری‌های درون شمس‌العماره
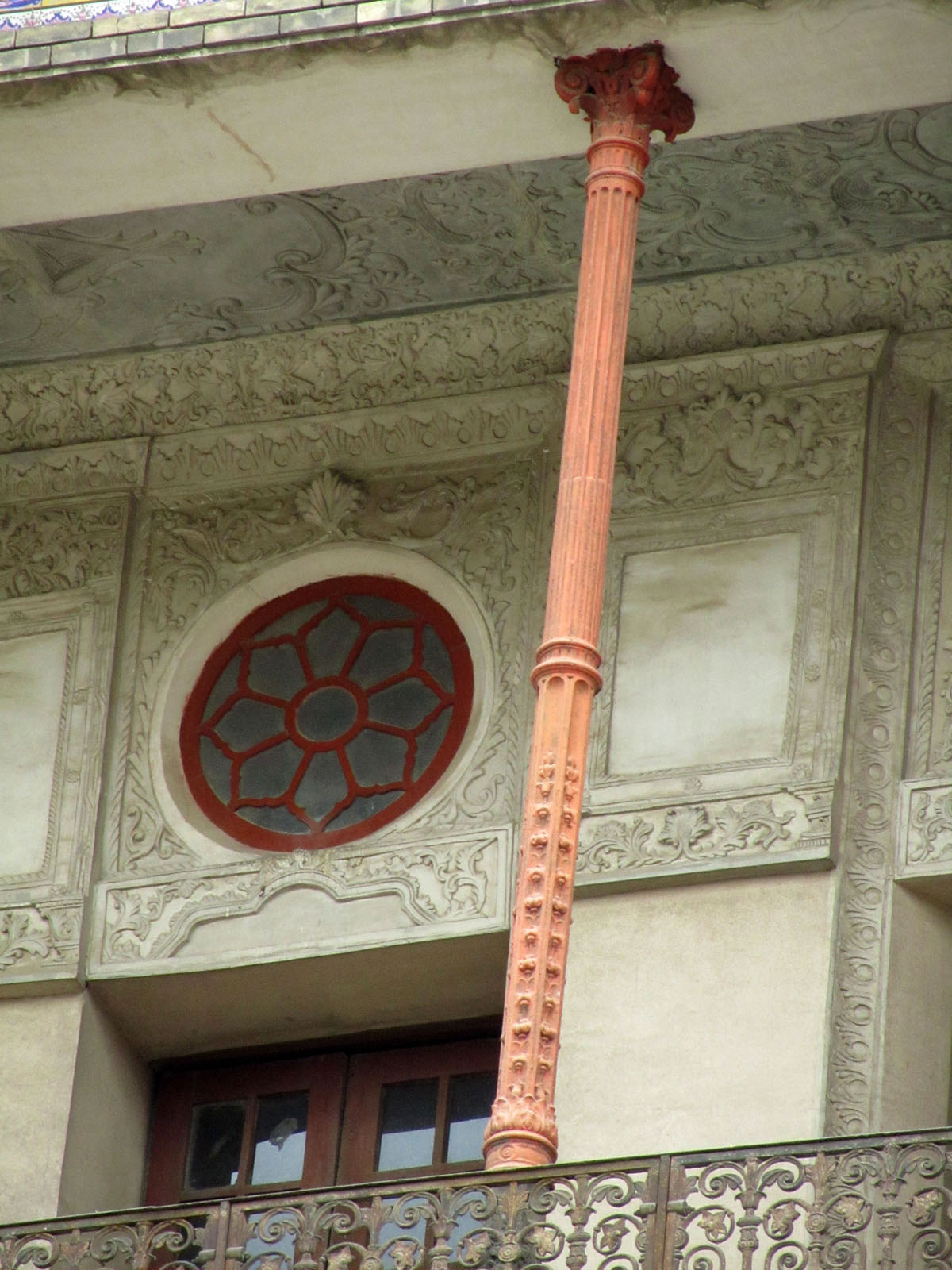
ستون چدنی در نمای شمس‌العماره
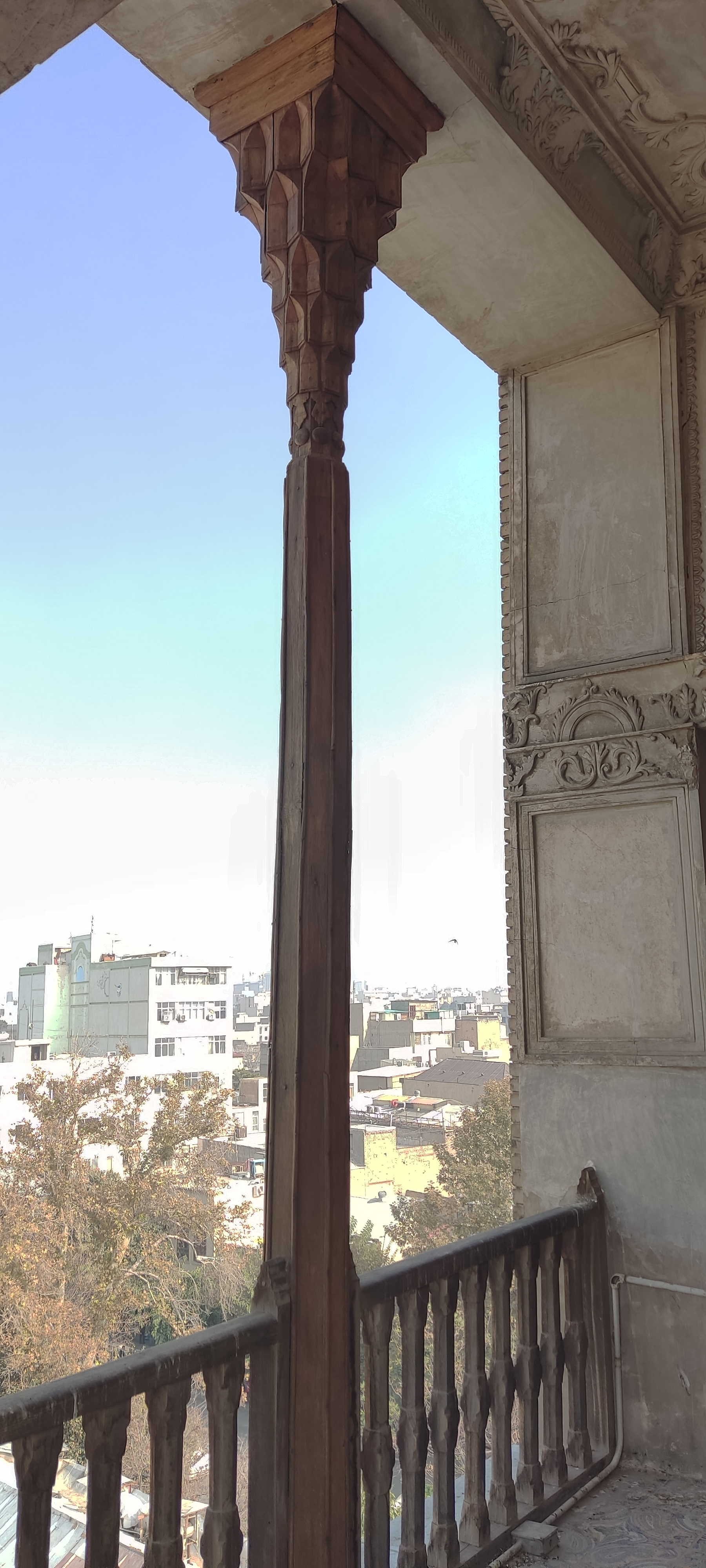
ستون چوبی ایوان طبقه پنجم شمس العماره
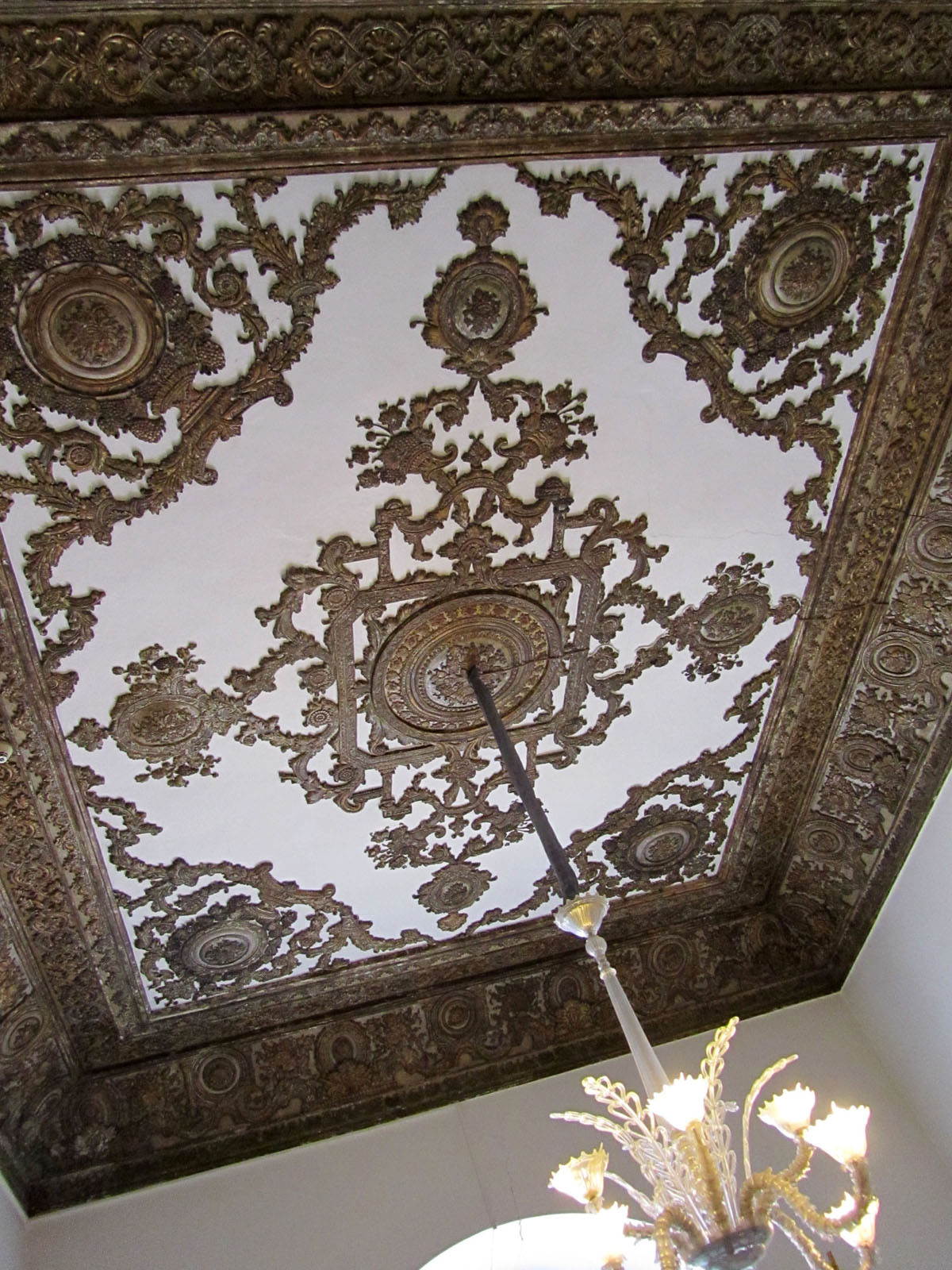
سقف اتاق‌های گوشواره